# کارینه میناسیان (بدمینتون‌باز)
کارینه میناسیان (ارمنی: Կարինե Մինասյան؛ انگلیسی: Karine Minasyan؛ دهه ۲۸ فوریهٔ ۱۹۹۸) یک بدمینتون‌باز زن اهل ارمنستان است.  